# トロント市長
トロント市長は、カナダ、オンタリオ州トロントの首長。

## 歴史
1834年から1857年、1867年から1873年までの間、市長は住民による直接投票ではなく、市会議員の各年次選挙後、議員内から議会によって選出された。それ以外の年は全て、代理的な任命を除き、住民による直接投票で選出された。
1955年まで、市長と市議会議員の任期は1年であり、その後2年もしくは3年、2006年からは4年となった。
トロント市の面積は合併により、1883年から1967年までに49倍にまで広がった。1998年の最大の合併で、メトロポリタン・トロント（イーストヨーク、エトビコ、ノースヨーク、スカーバロー、ヨーク、オールドトロント）とその行政区画がトロント市となった。それまでの全ての首長は、トロント市長に吸収された。
最初の29人の市長のうち、14人は弁護士であり、また現在までの市長のほとんどが、白人、プロテスタント、アングロサクソン、英語話者である。現在までに2人の女性（Hall、Rowlands）と、3人のユダヤ人（Phillips、Givens、Lastman）が市長に就任した。
現在までの在任の最長記録はアート・エグルトン（1980年 - 1991年）、最短記録はデイヴィッド・ブレイクンリッジ・リード（1858年に50日間）である。
第64代市長ロブ・フォードは在任中に薬物や不正により様々な糾弾を受け、多くの権限を取り上げられた。

## オリジナル時代
| No. |  | 市長                                     | 就任           | 退任                 |
| --- |  | ---------------------------------------- | -------------- | -------------------- |
| 1   |  | ウィリアム・ライオン・マッケンジー       | 1834年3月27日  | 1835年               |
| 2   |  | ロバート・ボールドウィン・サリヴァン     | 1835年1月15日  | 1836年               |
| 3   |  | トーマス・デイヴィッド・モリソン         | 1836年         | 1837年               |
| 4   |  | ジョージ・ガーネット                     | 1837年         | 1838年               |
| 5   |  | ジョン・パウエル                         | 1838年         | 1841年               |
| 6   |  | ジョージ・モンロー                       | 1841年         | 1842年               |
| 7   |  | ヘンリー・シャーウッド                   | 1842年         | 1845年               |
| 8   |  | ウィリアム・ヘンリー・ボールトン         | 1845年         | 1848年               |
| -   |  | ジョージ・ガーネット (2期目)             | 1848年         | 1851年               |
| 9   |  | ジョン・ジョージ・ボウズ                 | 1851年         | 1854年               |
| 10  |  | ジョシュア・ジョージ・ビアード           | 1854年         | 1855年               |
| 11  |  | ジョージ・ウィリアム・アラン             | 1855年         | 1856年               |
| 12  |  | ジョン・ビヴァリー・ロビンソン           | 1856年         | 1857年               |
| 13  |  | ジョン・ハッチソン                       | 1857年         | 1858年 (辞任)        |
| -   |  | ウィリアム・ヘンリー・ボールトン (2期目) | 1858年         | 1858年11月8日 (辞任) |
| 14  |  | デイヴィッド・ブレイクンリッジ・リード   | 1858年11月11日 | 1858年12月31日       |

| No. |  | 市長                             | 就任   | 退任   |
| --- |  | -------------------------------- | ------ | ------ |
| 15  |  | アダム・ウィルソン               | 1859年 | 1861年 |
| -   |  | ジョン・ジョージ・ボウズ (2期目) | 1861年 | 1864年 |
| 16  |  | フランシス・ヘンリー・メドカーフ | 1864年 | 1867年 |

| No. |  | 市長                               | 就任   | 退任   |
| --- |  | ---------------------------------- | ------ | ------ |
| 17  |  | ジェームズ・エドワード・スミス     | 1867年 | 1869年 |
| 18  |  | サミュエル・ビッカートン・ハーマン | 1869年 | 1871年 |
| 19  |  | ジョゼフ・シェアード               | 1871年 | 1873年 |
| 20  |  | アレクサンダー・マニング           | 1873年 | 1874年 |

| No. |  | 市長                                     | 就任           | 退任                  |
| --- |  | ---------------------------------------- | -------------- | --------------------- |
| -   |  | フランシス・ヘンリー・メドカーフ (2期目) | 1874年         | 1875年                |
| 21  |  | アンガス・モリソン                       | 1876年         | 1878年                |
| 22  |  | ジェームズ・ビーティ・ジュニア           | 1879年         | 1880年                |
| 23  |  | ウィリアム・バークレイ・マクマーリッチ   | 1881年         | 1882年                |
| 24  |  | アーサー・ラドクリフ・ボズウェル         | 1883年         | 1884年                |
| -   |  | アレクサンダー・マニング (2期目)         | 1885年         | 1885年                |
| 25  |  | ウィリアム・ホームズ・ハウランド         | 1886年         | 1887年                |
| 26  |  | エドワード・フレデリック・クラーク       | 1888年         | 1891年                |
| 27  |  | ロバート・ジョン・フレミング             | 1892年         | 1893年                |
| 28  |  | ウォーリング・ケネディ                   | 1894年         | 1895年                |
| -   |  | ロバート・ジョン・フレミング (2期目)     | 1896年         | 1897年8月5日 (辞任)   |
| 29  |  | ジョン・ショー                           | 1897年8月6日   | 1899年                |
| 30  |  | アーネスト・A・マクドナルド              | 1900年         | 1900年                |
| 31  |  | オリヴァー・エイケン・ハウランド         | 1901年         | 1902年                |
| 32  |  | トーマス・アーカート                     | 1903年         | 1905年                |
| 33  |  | エマーソン・コーツワース                 | 1906年         | 1907年                |
| 34  |  | ジョゼフ・オリヴァー                     | 1908年         | 1909年                |
| 35  |  | ジョージ・レジナルド・ギアリー           | 1910年         | 1912年10月21日 (辞任) |
| 36  |  | ホレイショ・クラレンス・ホッケン         | 1912年         | 1914年                |
| 37  |  | トーマス・ラングトン・チャーチ           | 1915年         | 1921年                |
| 38  |  | チャールズ・A・マグワイア                | 1922年         | 1923年                |
| 39  |  | W・W・ヒルツ                             | 1924年         | 1924年                |
| 40  |  | トーマス・フォスター                     | 1925年         | 1927年                |
| 41  |  | サム・マクブライド                       | 1928年         | 1929年                |
| 42  |  | バート・スターリング・ウェンプ           | 1930年         | 1930年                |
| 43  |  | ウィリアム・ジェームズ・ステュアート     | 1931年         | 1934年                |
| 44  |  | ジェームズ・シンプソン                   | 1935年         | 1935年                |
| -   |  | サム・マクブライド (2期目)               | 1936年         | 1936年11月10日        |
| 45  |  | ウィリアム・D・ロビンス                  | 1936年11月18日 | 1937年                |
| 46  |  | ラルフ・C・デイ                          | 1938年         | 1940年                |
| 47  |  | フレデリック・J・コンボイ                | 1941年         | 1944年                |
| 48  |  | ロバート・フッド・サンダース             | 1945年         | 1948年2月23日 (辞任)  |
| 49  |  | ハイラム・E・マッカラム                  | 1948年         | 1951年                |

## メトロ・トロント時代 (1953年–1997年)
| No. |  | 市長                             | 就任                                    | 退任                         | 副市長                 |
| --- |  | -------------------------------- | --------------------------------------- | ---------------------------- | ---------------------- |
| 50  |  | アラン・ランポート               | 1952年1月1日                            | 1954年6月28日                | N/A                    |
| 51  |  | レスリー・ハワード・サンダース   | 1954年6月28日                           | 1954年12月31日               | ネイサン・フィリップス |
| 52  |  | ネイサン・フィリップス           | 1955年1月1日                            | 1962年12月31日               | N/A                    |
| 53  |  | ドナルド・ディーン・サマーヴィル | 1963年1月1日                            | 1963年11月19日（在任中死去） | フィリップ・ギヴンズ   |
| 54  |  | フィリップ・ギヴンズ             | 1963年11月19日 (代理、11月25日正式任命) | 1966年12月31日               | アラン・ランポート     |
| 55  |  | ウィリアム・デニソン             | 1967年1月1日                            | 1972年12月31日               | N/A                    |
| 56  |  | デイヴィッド・クロンビー         | 1973年1月1日                            | 1978年8月31日                | フレッド・ビーヴィス   |
| 57  |  | フレッド・ビーヴィス             | 1978年9月1日                            | 1978年11月30日               | アン・ジョンストン     |
| 58  |  | ジョン・シーウェル               | 1978年12月1日                           | 1980年11月30日               | アート・エグルトン     |
| 59  |  | アート・エグルトン               | 1980年12月1日                           | 1991年11月30日               | N/A                    |
| 60  |  | ジューン・ローランズ             | 1991年12月1日                           | 1994年11月30日               | アラン・トンクス       |
| 61  |  | バーバラ・ホール                 | 1994年12月1日                           | 1997年12月31日               | N/A                    |

## 合併後
1998年にメトロポリタン・トロントとそのすべての自治体は、トロント市に併合された。メトロポリタン・トロント市議長が新市長となった。
副市長は市議会議員から市長が任命する。
| No.  |  | 市長                       | 任期 | 就任          | 退任           | 副市長                                                |
| ---- |  | -------------------------- | ---- | ------------- | -------------- | ----------------------------------------------------- |
| 62   |  | メル・ラストマン           | 2    | 1998年1月1日  | 2003年11月30日 | ケイス・ウーツ                                        |
| 63   |  | デイヴィッド・ミラー       | 2    | 2003年12月1日 | 2010年11月30日 | ジョー・パンタローン                                  |
| 64   |  | ロブ・フォード             | 1    | 2010年12月1日 | 2014年11月30日 | ダグ・ホリデイ ノーム・ケリー                         |
| 65   |  | ジョン・トーリー           | 3    | 2014年12月1日 | 2023年2月17日  | デンジル・ミンナン＝ウォン ジェニファー・マッケルビー |
| 代理 |  | ジェニファー・マッケルビー | -    | 2023年2月17日 | 2023年7月11日  | ジェニファー・マッケルビー                            |
| 66   |  | オリヴィア・チョウ         | 1    | 2023年7月11日 | （現職）       |                                                       |